# Receptor de ácido retinoico
O receptor de ácido retinóico (RAR) é um tipo de receptor nuclear que pode também actuar como factor de transcrição activado por ligando que é activado pelo ácido todo-trans retinóico e o ácido 9-cis retinóico, derivados retinoides activos da vitamina A. Podem ser encontrados no núcleo celular. Há três receptores de ácido retinóico (RAR), que são: RAR-alfa, RAR-beta e RAR-gamma, codificados, respectivamente, pelos genes RARA, RARB e RARG. Dentro de cada subtipo de RAR há várias isoformas que diferem na sua região A N-terminal. Foram identificadas muitas variantes de empalme nos RARs humanos: quatro para RARA
, cinco para RARB e duas para RARG. TYal como noutros receptores nucleares de tipo II, o RAR heterodimerízase com o RXR e em ausência de ligando, o dímero RAR/RXR une-se a elementos de resposta a hormonas chamados elementos de resposta ao ácido retinóico (RAREs) em complexo com a proteína correpressora. A união de ligandos agonistas ao RAR tem como resultado a dissociação do correpressor e recrutamento da proteína coactivadora que, por sua vez, promove a transcrição do gene alvo a jusante originando um ARNm e finalmente a proteína. Além disso, a expressão de genes RAR está sob regulação epixenética pela metilação do promotor. Tanto o comprimento como a magnitude da resposta retinoide é dependente da degradação de RARs e RXRs por meio da via ubiquitina proteassoma. Esta degradação pode causar a elogação da transcrição de ADN pela alteração do complexo de iniciação ou o final da resposta para facilitar outros programas transcricionais. Os receptores RAR apresentam muitos efeitos independentes de retinóides, já que se unem e regulam a outras vias de receptores nucleares, como o receptor de estrogénios.
Os RARs desempenham um papel crucial no desenvolvimento embrionário. Os estudos em ratos knockout dos RARs revelaram que o knockout de RARs podia replicar completamente o espectro de defeitos associados com a síndrome de deficiência de vitamina A fetal, desvelando anormalidades adicionais para além das funções previamente conhecidas da vitamina A. Um dado destacável é que os mutantes duplo RAR mostravam os efeitos mas graves, incluindo defeitos oculares e cardiovasculares, o que indica algum nível de redundância entre os RARs. Os heterodímeros RXR/RAR transmitem sinais retinóides em diversas vias de controlo da expressão de redes de genes alvo do ácido retinóico. Este processo exerce um papel essencial em dar forma aos padrões axial e dos membros durante o desenvolvimento inicial do embrião, assim como em influenciar vários aspectos da formação de órgãos nos estádios posteriores do desenvolvimento.

### Outros artigos
- Receptor retinoide
- Receptor X retinoide